# Anni 850
Gli anni 850 sono il decennio che comprende gli anni dall'850 all'859 inclusi.

## Eventi, invenzioni e scoperte

### Europa

#### Sacro Romano Impero
- 851: Lotario I, Carlo il Calvo e Ludovico il Germanico si incontrano a Mersen.
- 855: Morte di Lotario I. Gli succede il figlio Ludovico il Giovane come imperatore del Sacro Romano Impero. La Francia Media viene divisa in Lotaringia, in mano a Lotario II, e in Provenza, in mano a Carlo di Provenza.

L'impero romano d'Oriente alla morte di Michele III

#### Impero romano d'Oriente
- 855: Michele III avvia una grande politica espansionistica, probabilmente seguendo le orme di Giustiniano. Dichiara guerra ai Bulgari, con lo scopo di ottenere il controllo del golfo di Burgas e dei suoi ricchi porti.
- 859: Enna, in Sicilia, viene liberata dagli Arabi.

#### Repubblica di Venezia
- 852: L'indipendenza di Venezia inizia ad essere riconosciuta sia dal Sacro Romano Impero che dall'Impero Romano d'Oriente

#### Irlanda
- 853: I Vichinghi si stabiliscono in Irlanda e fondano Waterford.

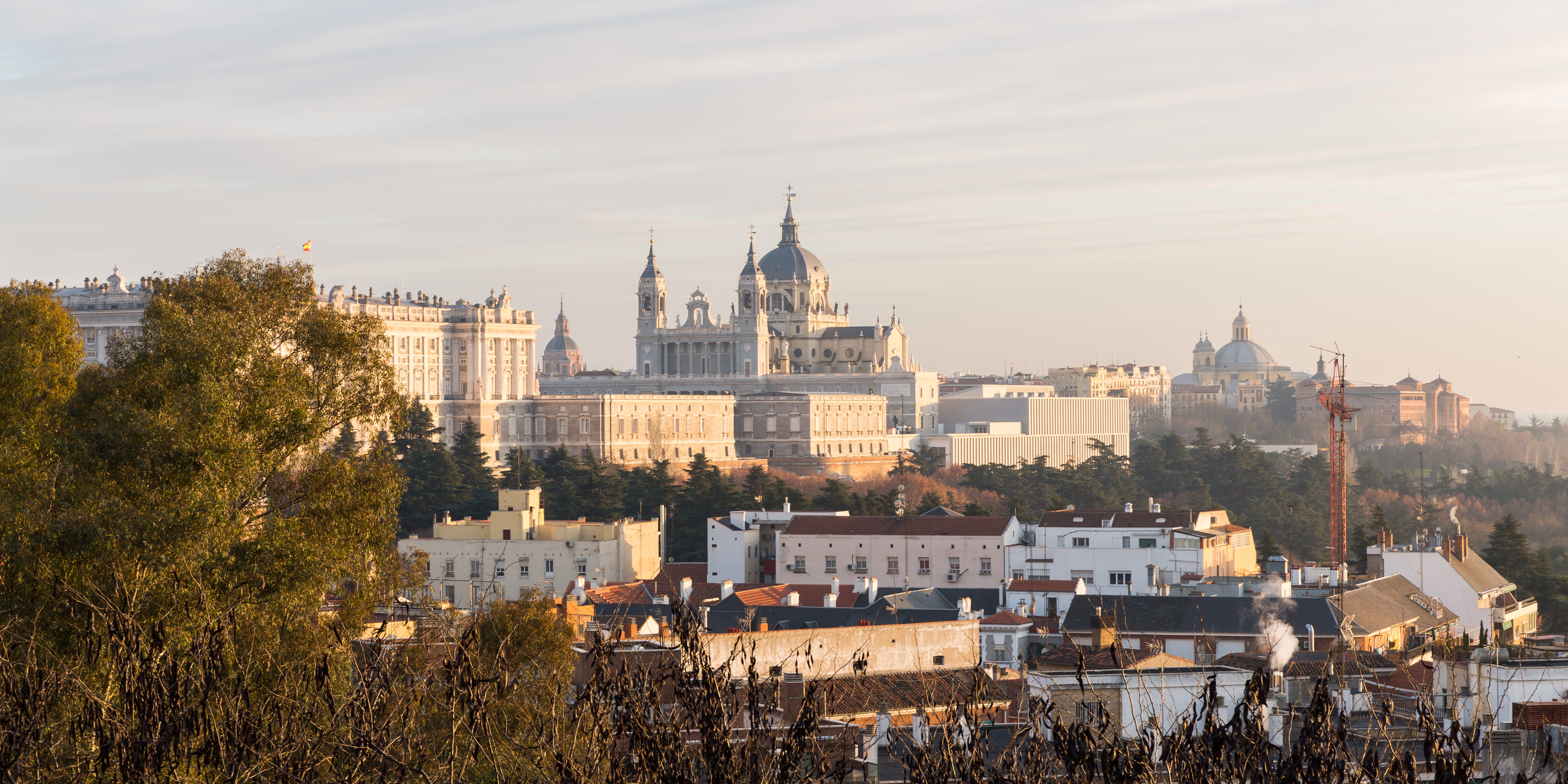
Vista della Madrid odierna

#### Spagna
- 852: La penisola iberica è ormai divisa in due parti, quella araba a Sud e il Regno cristiano delle Asturie a Nord.
- 852: Gli Arabi fondano Madrid.

### Asia

#### Giappone
- 850: Nasce l'imperatore Seiwa.

### Altro

#### Religione
- 855: Benedetto III diventa papa.
- 858: Niccolò I diventa papa.

#### Arte
- 852: Papa Leone IV fa costruire le mura leonine, per proteggere la Basilica di San Pietro da un eventuale nuovo attacco da parte dei Saraceni.

## Personaggi
- Lotario I
- Carlo il Calvo
- Ludovico il Germanico
- Ludovico il Giovane
- Michele III